# Cannon Fodder (computerspel)
Cannon Fodder is een computerspel dat door Virgin Interactive in 1993 oorspronkelijk voor de Commodore Amiga en DOS uitgebracht. Later volgde ook andere populaire homecomputers.

## Platforms
| Jaar | Platform                                                       |
| ---- | -------------------------------------------------------------- |
| 1993 | Amiga, DOS                                                     |
| 1994 | 3DO, Acorn 32-bit, Amiga CD32, Atari ST, SNES, Sega Mega Drive |
| 1995 | Jaguar                                                         |
| 2000 | Game Boy Color                                                 |
| 2004 | J2ME                                                           |
| 2005 | Symbian                                                        |
| 2009 | Windows                                                        |
| 2013 | Macintosh                                                      |

## Ontvangst
| Beoordeeld door                      | Platform       | Datum         | Score |
| ------------------------------------ | -------------- | ------------- | ----- |
| High Score                           | Amiga          | januari 1994  | 100%  |
| Total! (Duitsland)                   | Game Boy Color | oktober 2000  | 95%   |
| Amiga Format                         | Amiga          | juni 1995     | 94%   |
| Amiga Power                          | Amiga          | december 1993 | 94%   |
| Pelit                                | Amiga          | februari 1994 | 91%   |
| Super Power (Zweden)                 | SNES           | mei 1995      | 88%   |
| Video Games & Computer Entertainment | Jaguar         | juni 1995     | 80%   |
| Mega Fun                             | Mega Drive     | januari 1995  | 75%   |
| Mega Fun                             | SNES           | februari 1995 | 75%   |
| Sega-16.com                          | Mega Drive     | 22 juni 2009  | 60%   |

## Trivia
- Het spel is opgenomen in het boek 1001 Video Games You Must Play Before You Die van Tony Mott.